# Kościół św. Jacka w Legnicy
Kościół św. Jacka w Legnicy (niem. Kaiser-Friedrich-Gedachtniskirche) – oddana do użytku w 1908 świątynia (budowa trwała od 1904 lub 1905) jako kościół ewangelicki zadedykowany pamięci cesarza Fryderyka III. Wzniesiono ją w stylu neogotyckim na planie krzyża łacińskiego według projektu architekta Friedricha Oskara Hossfelda.

## Historia

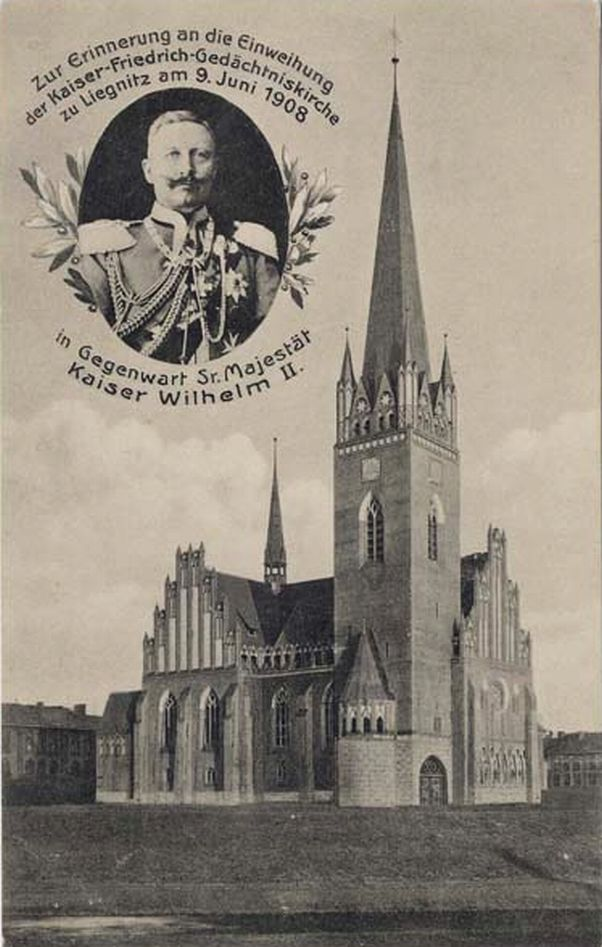
Pocztówka z 1908, upamiętniająca przybycie Wilhelma II na poświęcenie kościoła

Budynek powstał w miejscu dawnego kościoła i klasztoru kartuzów. Środki na budowę zostały zebrane ze zbiórek publicznych, dołożyła się też legnicka rada parafialna, zarząd miasta i cesarz Wilhelm II, który wraz ze swoim synem Oskarem zaszczycił swoją obecnością uroczystość poświęcenia świątyni 9 czerwca 1908. W środku znajdowało się 1330 miejsc siedzących, a na początku nawy głównej znajdowała się kaplica, poświęcona zmarłemu cesarzowi. W kaplicy umieszczono tablicę pamiątkową z herbami i napisami, nad którymi dwa anioły trzymały Koronę Cesarstwa Niemieckiego. Po 1945 te elementy zostały zniszczone.
Wieża kościelna ma wysokość 73 metrów, a krzyż, znajdujący się na jej szczycie, 4,5 metra. Zwieńczony jest metalowym, pozłacanym kogutem. W środku wieży znajduje się ręczny mechanizm zegarowy, który nadal działa. Z trzech dawnych dzwonów zachował się do czasów współczesnych tylko jeden.
Po zdobyciu miasta w 1945 Armia Czerwona urządziła w świątyni stajnię. Później, po remontach, służyła jako kościół pomocniczy parafii św. Trójcy. W 1968 roku ustanowiono administratorem (nieoficjalnie proboszczem) ks. Tadeusza Kisińskiego z wydzielonego obszaru z parafii św. Trójcy. Oficjalnie parafia św. Jacka Odrowąża w Legnicy powstała w 1972 roku, a kościół św. Jacka został jej kościołem parafialnym. W 2002 został ogłoszony lokalnym sanktuarium św. Jacka w diecezji legnickiej.
25 grudnia 2013 miało mieć miejsce zdarzenie o znamionach cudu eucharystycznego, które zostało ogłoszone decyzją biskupa diecezjalnego prof. Zbigniewa Kiernikowskiego 10 kwietnia 2016 roku. Uroczyste oddanie Relikwii Ciała Pańskiego do publicznego kultu odbyło się 2 lipca 2016 roku.

## Organy
Organy wybudowała firma Schlag & Söhne ze Świdnicy w latach 1907-1908 jako opus 825. W latach 1945–1948 kościół był nieczynny, a brak odpowiedniego zabezpieczenia i opieki nad kościołem spowodował wiele szkód dla organów. Złodzieje wykradli znaczną część kosztownych głosów, a dzieci beztrosko wybierały piszczałki, roznosząc je po ulicach. Jeszcze na początku 1948 roku można było znaleźć zniszczone i połamane piszczałki metalowe nad rzeką i w pobliżu kościoła. Dopiero po odpowiednim zabezpieczeniu świątyni zaprzestano dalszej dewastacji tego cennego instrumentu.
W tym samym roku, kiedy zaczęto odprawiać nabożeństwa, przeprowadzono drobne naprawy przy organach. Udało się wówczas uruchomić z wielkim trudem tylko 18 głosów. W roku 1957 dokonano kolejnych, bieżących napraw. Wymieniono między innymi oskórowanie miechów na nowe. Traktura w roku 1966 była w idealnym stanie, jedynie kilka rurek ołowianych było wyłamanych. Podczas remontu kościoła w 1966 roku były plany remontu organów, jednak ze względu na wysoki koszt ich naprawy i uzupełnienia brakujących głosów sprawę odłożono na późniejszy termin.
Dyspozycja instrumentu:
| Manuał I           | Manuał II              | Pedał                  |
| ------------------ | ---------------------- | ---------------------- |
| 1. Trompete 8      | 1. Lieblich Gedeckt 16 | 1. Principalbass 16    |
| 2. Mixtur 3–4 fach | 2. Geigen-Principal 8  | 2. Rauschpfeife 4 fach |
| 3. Kornett 3fach   | 3. Aeoline 8           | 3. Subbass 16          |
| 4. Rohrflöte 4     | 4. Quinte 1 1/3        | 4. Gedeckt-Bass 16     |
| 5. Octave 4'       | 5. Lieblich Gedeckt 8  | 5. Bassflöte 8         |
| 6. Offenflöte 4    | 6. Traversflöte 4      | 6. Violoncello 8       |
| 7. Hohlflöte 8     | 7. Prestant 4          | 7. Octavbass 4         |
| 8. Gemshorn 8      | 8. Superoktave 2       | 8. Violon 16           |
| 9. Quinte 2 2/3    | 9. Scharf 4 fach       |                        |
| 10. Principal 8    | 10. [brak tabliczki]   |                        |
| 11. Principal 16   | 11. Gemshorn 8'        |                        |
|                    | 12. Cymbel 2-fach      |                        |
|                    | 13. Sifflöte 1'        |                        |